# Thalia cicar
Thalia cicar är en ryggsträngsdjursart som beskrevs av van Soest 1973. Thalia cicar ingår i släktet Thalia och familjen bandsalper. Inga underarter finns listade i Catalogue of Life.